# Selimiye-Moschee (Deggendorf)
Die Selimiye-Moschee in Deggendorf (türkisch Selimiye Camii) der DİTİB wurde 2016 im Gemeindeteil Fischerdorf eröffnet. Die Baukosten beliefen sich laut der Gemeinde auf 3,2 Millionen Euro, 2,4 Millionen davon von der Fluthilfe.

## Hintergrund und Bau
Die Türkisch-Islamische Gemeinde in Deggendorf wurde am 22. Juli 1987 im Gemeindeteil Stadt-Au von Deggendorf mit einem Kulturzentrum gegründet. Die Moschee wurde 1996 im Gemeindeteil Fischerdorf gebaut, musste aber nach der Flutkatastrophe in 2013, die auch Deggendorf betraf, aufgrund von zu großen Schäden abgerissen und ersetzt werden. Der Architekt des Projekts war Christian Illner. Nach 2 Jahren wurde die Moschee endgültig 2016 eröffnet, jedoch direkt mit Kritik, da das Minarett 2 Meter höher war als erlaubt, woraufhin es verkürzt werden musste.

## Moschee
Die Moschee hat einen modernen Baustil in der Form von einem schwarzen Rechteck. Vor der Moschee gibt es einen großen Parkplatz mit Platz für 48 Autos, einem kleinen Kiosk und während dem Monat Ramadan Zelte für Fastenbrechende. Das Gelände der Moschee beträgt etwa 3.456 m2. Die Moschee hat zwei Etagen und ist in der Mitte ebenso geteilt, einmal ein Frauenbereich und einen Männerbereich. Im oberen Bereich ist der Gebetsraum wo ca. 230 Personen im unteren Männerbereich und 70 im oberen Frauenbereich reinpassen, auf der Männerseite der Moschee sind ebenso neben dem Gebetsraum eine kleine Bücherei, ein Korankurs, ein Jugendraum und das Büro vom Imam. Der Teppich vom Gebetsraum ist rot und die Wände sind mit Kalligraphien, Koranversen und den Namen von Allah, einigen Propheten und der Sahāba dekoriert. In der vorderen Reihe ist der Lehrstuhl vom Imam, der Mihrāb und der Minbar, während es in der letzten Reihe hinten einen kleinen Bereich für den Muezzin gibt. Im unteren Bereich befinden sich zwei große Aufenthaltsräume, die zum Gebet verwendet werden wenn es im eigentlichen Gebetsraum keinen Platz gibt und zum Iftar im Monat Ramadan, wo die Gemeinde jeden Freitag das Iftar spendiert. Auf dem Dach befindet sich eine goldene Kuppel die 4,1 Meter groß ist und neben der Moschee drei Flaggen (DITIB, Deutschland und Türkei) und ein 15,7 Meter großes Minarett.

## Galerie

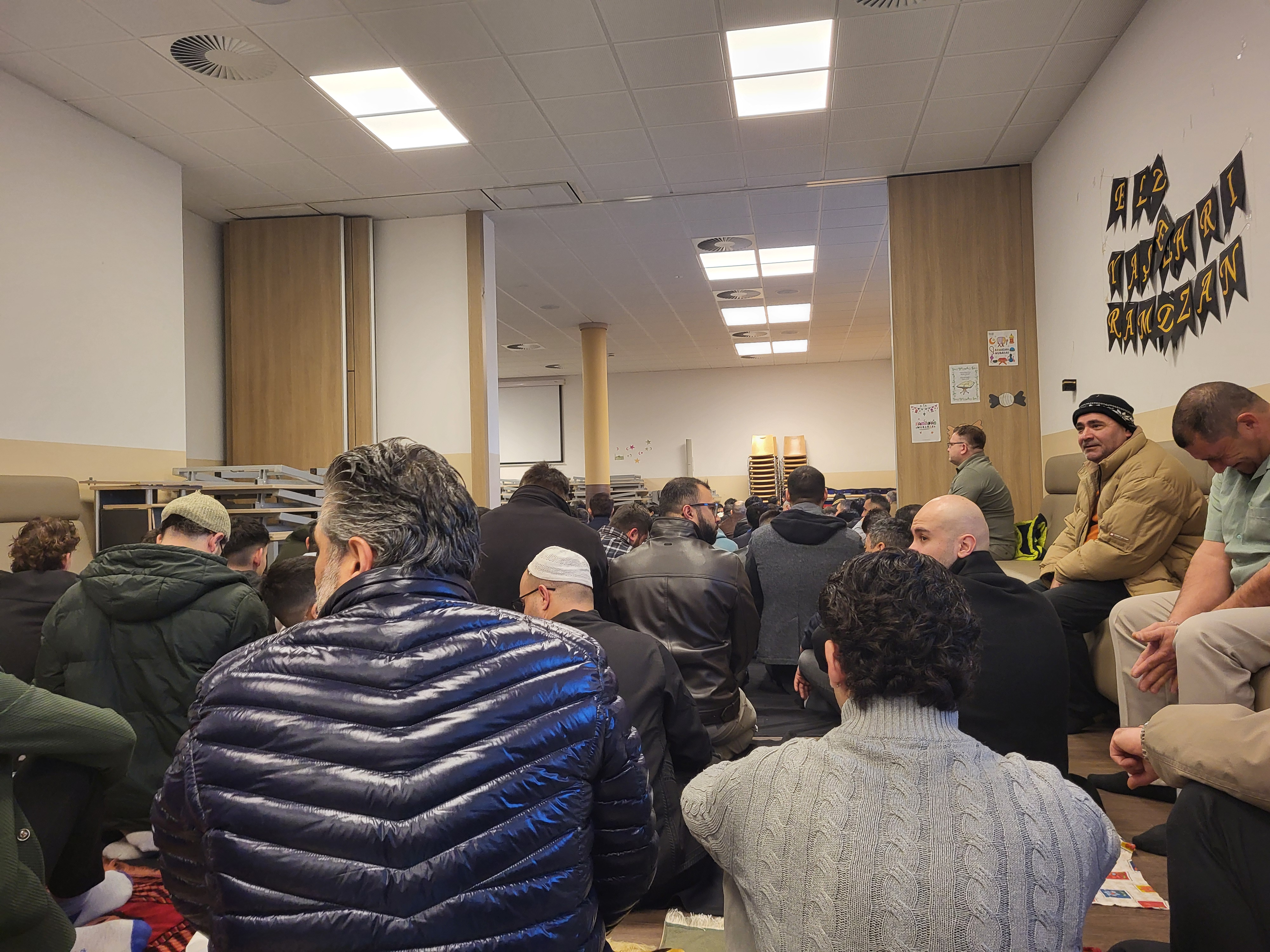
Gebet im Gemeinschaftsraum
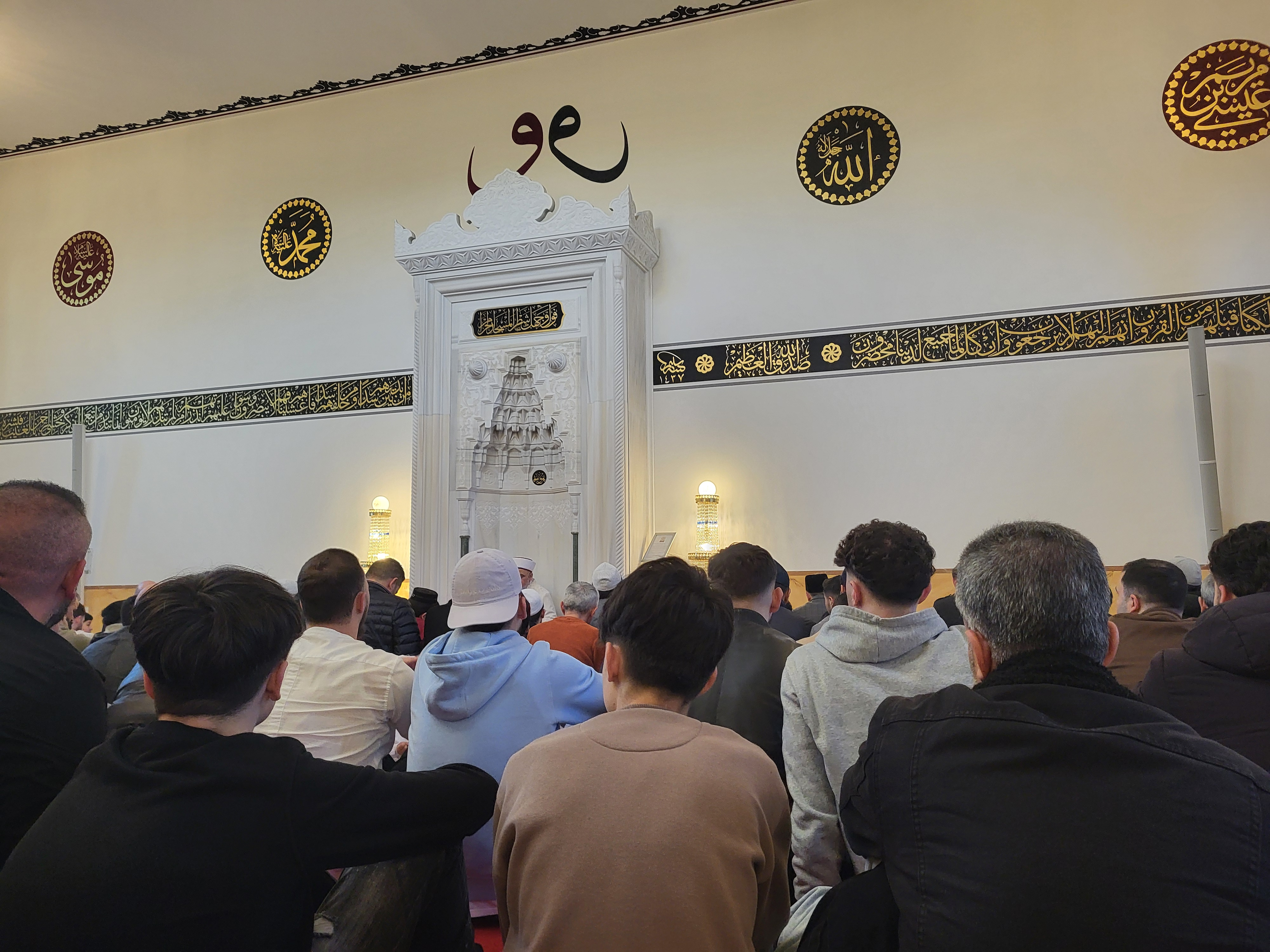
Bayram Namazı (Gebet am Zuckerfest)
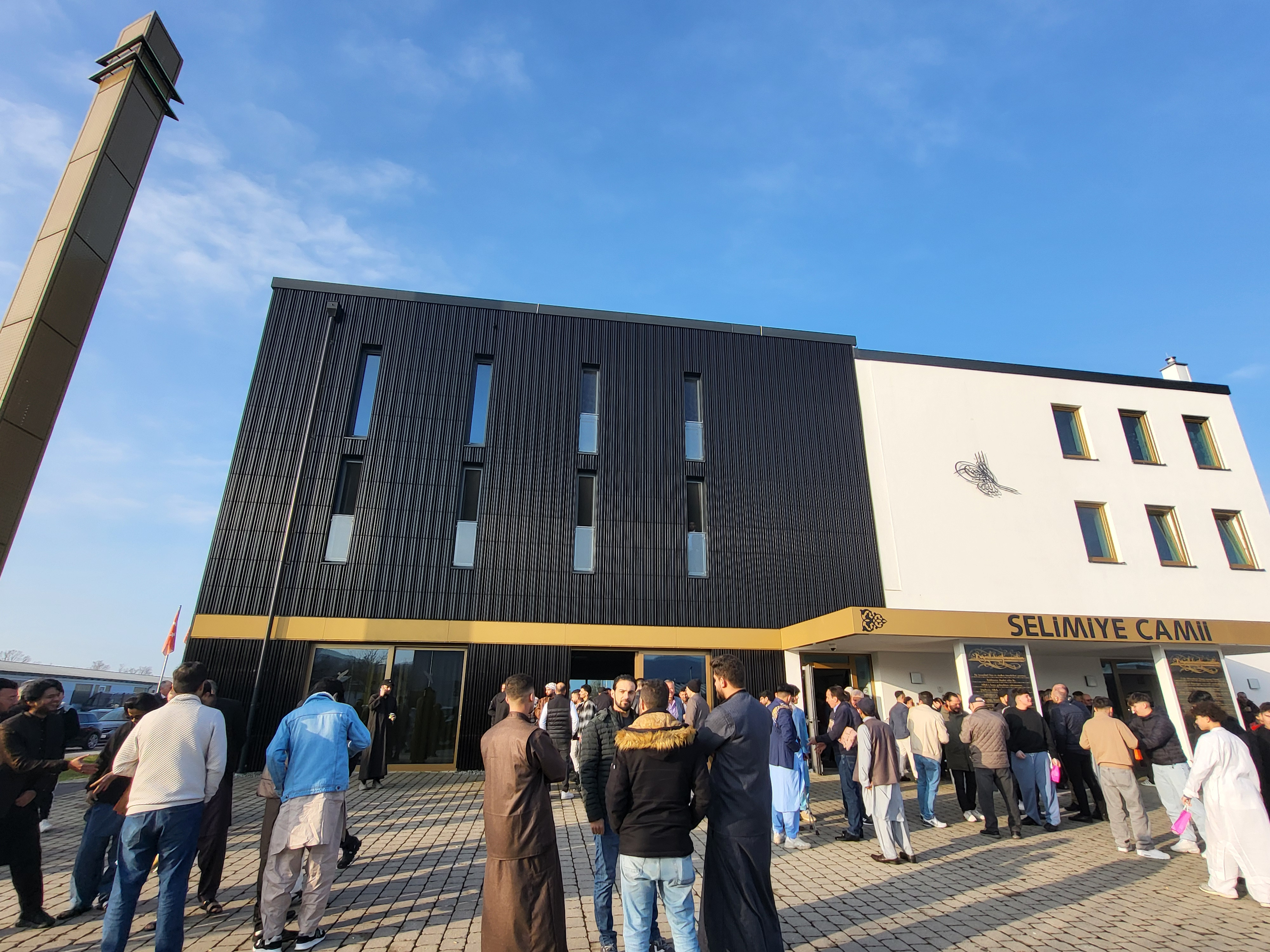
Vor der Moschee
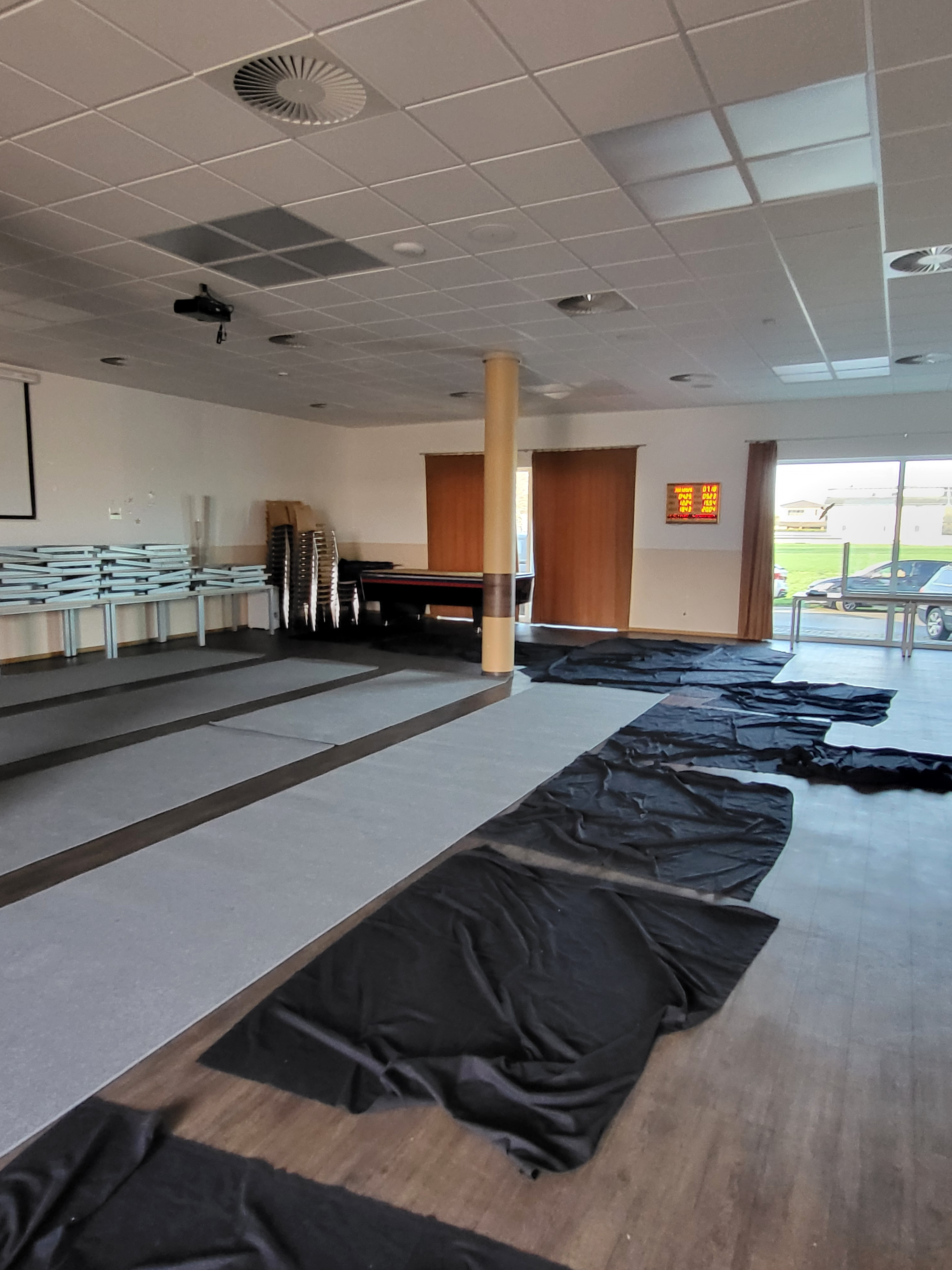
Der Gemeinschaftsraum
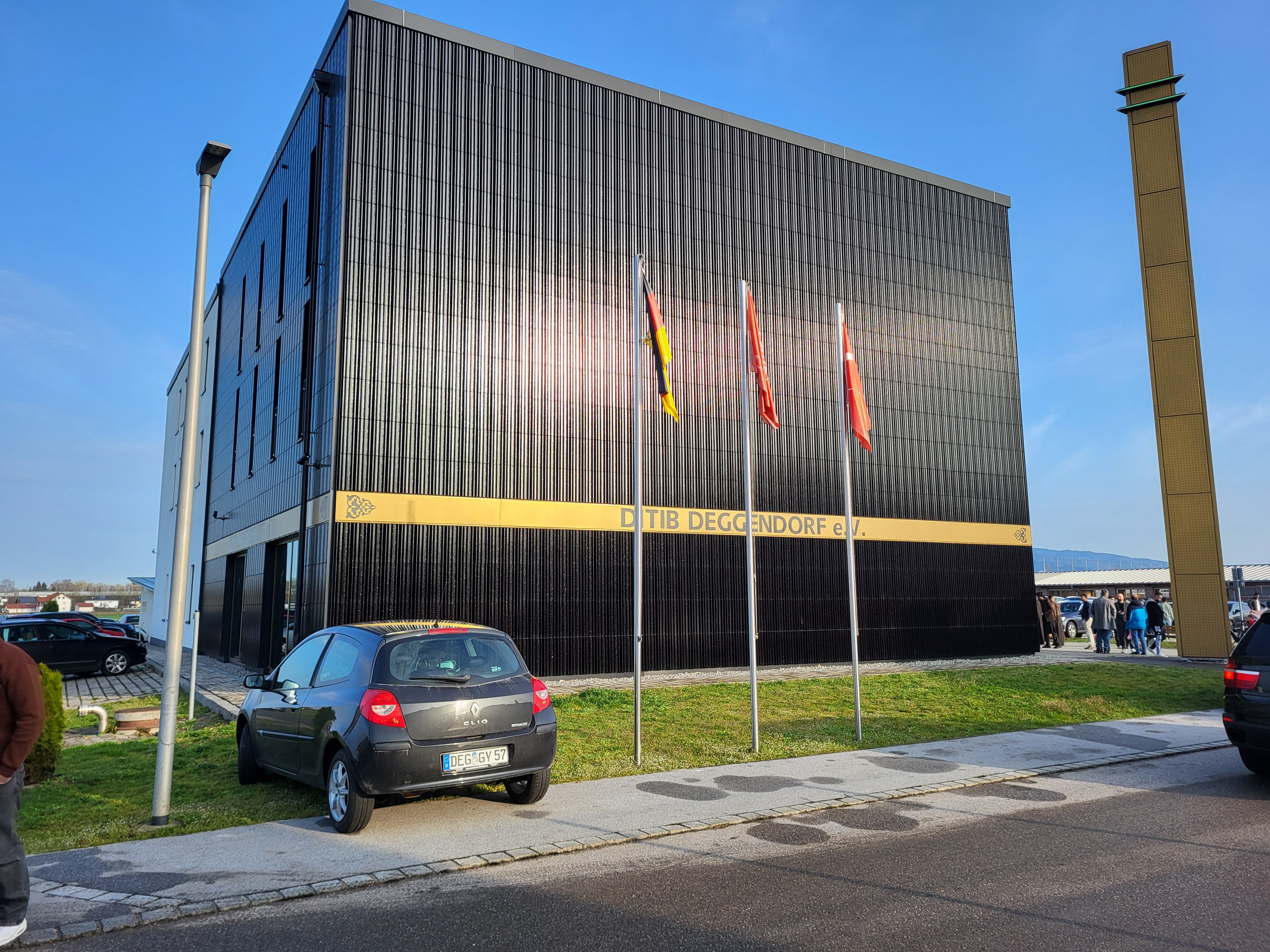
Flaggen (Deutschland, DİTİB, Türkei) neben der Moschee
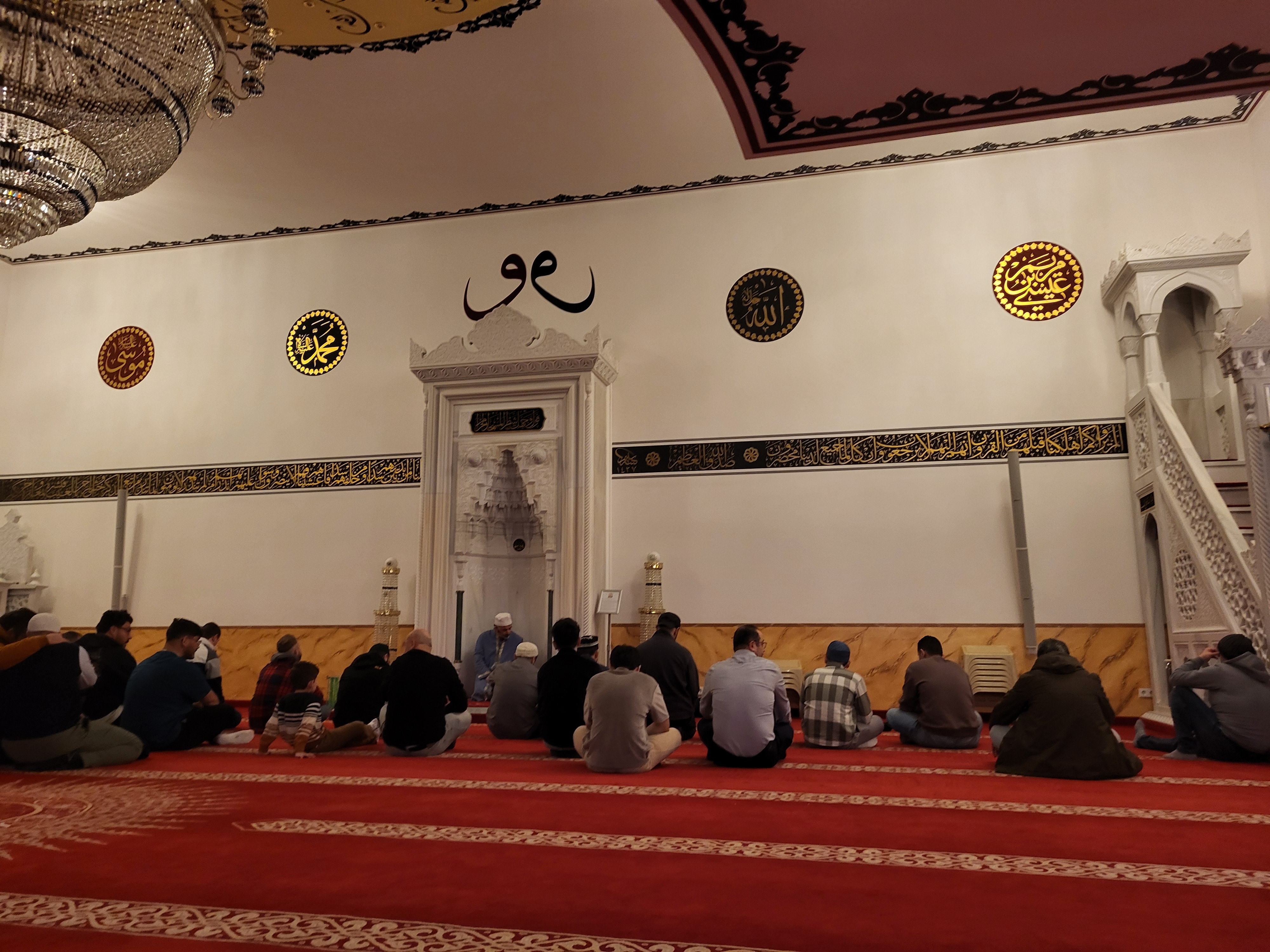
Tarawih in der Moschee
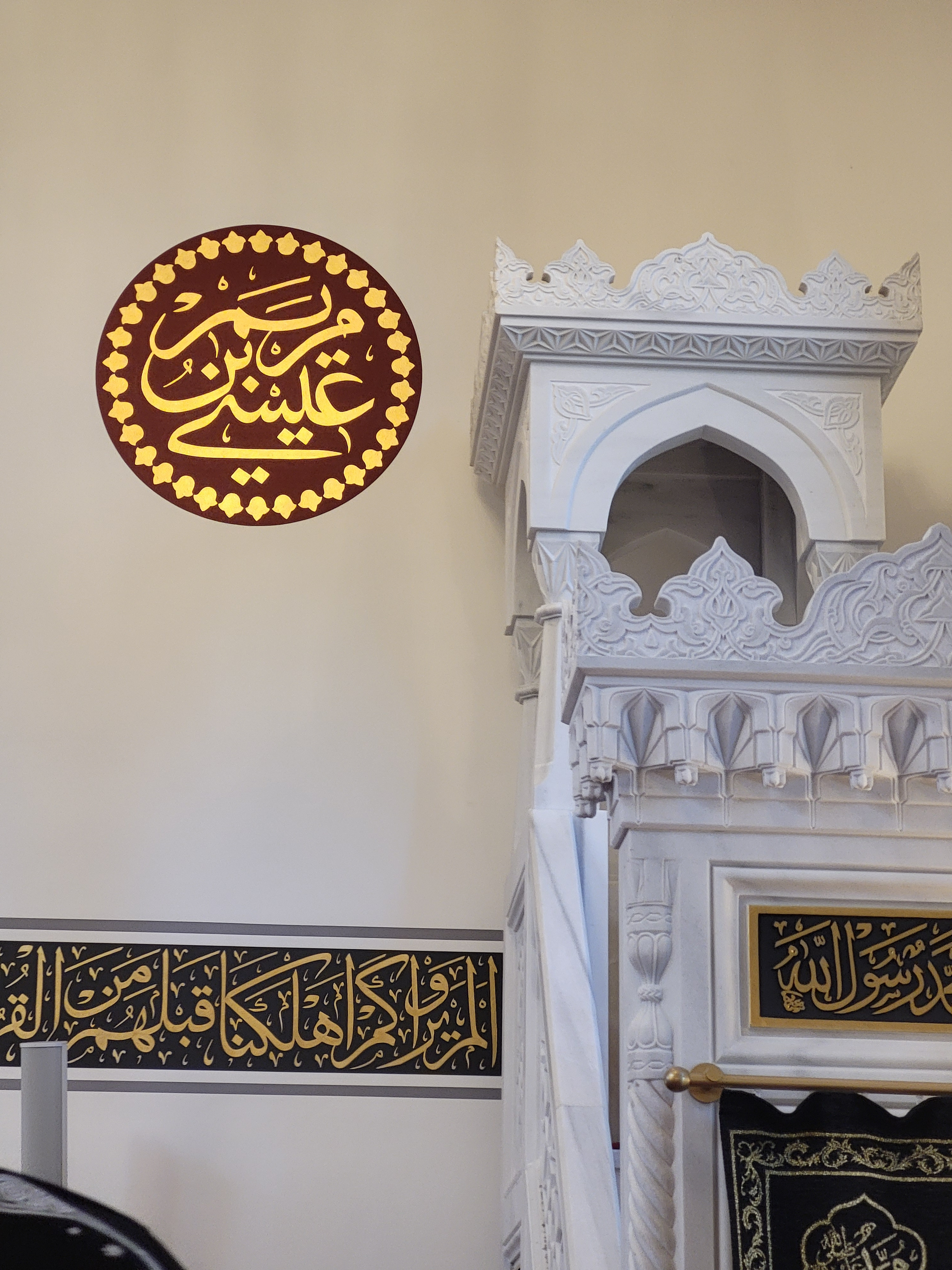
Kalligraphie des Propheten Isa neben dem Minbar